# 252 av. J.-C.
Cette page concerne l'année 252 av. J.-C. du calendrier julien proleptique.

## Événements
- 15 mai (21 avril du calendrier romain) : début à Rome du consulat de Publius Servilius Geminus et Caius Aurelius Cotta[1].
  - Prise d’Himère (Thermae), en Sicile. Siège et prise de Lipari par les Romains[1].

- Abantidas, tyran de Sicyone, est assassiné. Son père Paséas lui succède avant d'être à son tour assassiné par Nicoclès en 251 av. J.-C.[2].

## Décès
- Abantidas, tyran de Sicyone.